# Liste der denkmalgeschützten Objekte in Eichgraben
Die Liste der denkmalgeschützten Objekte in Eichgraben enthält die 8 denkmalgeschützten, unbeweglichen Objekte der Gemeinde Eichgraben.

## Denkmäler
| Foto |                 | Denkmal                                                                                          | Standort                                   | Beschreibung | Metadaten |
| ---- | --------------- | ------------------------------------------------------------------------------------------------ | ------------------------------------------ | --- | --- |
| ja   | Datei hochladen | Watzek-Teichaquädukt HERIS-ID: 111674 Objekt-ID: 129663seit 2011                                 | Standort KG: Eichgraben                    | Die II. Wiener Hochquellenwasserleitung ist eine 183 Kilometer lange Trinkwasser-Versorgungsleitung für die Stadt Wien. Sie wurde auf Betreiben von Karl Lueger errichtet und nach zehnjähriger Bauzeit am 2. Dezember 1910 als II. Kaiser-Franz-Josef-Hochquellenleitung eröffnet. | BDA-Hist.: Q37825972 Status: Bescheid Stand der BDA-Liste: 2025-06-30 Name: Watzek-Teichaquädukt GstNr.: 1937 Watzek-Teichaquädukt, Eichgraben                                                                  |
| ja   | Datei hochladen | Eichgrabenaquädukt HERIS-ID: 111673 Objekt-ID: 129662seit 2011                                   | Standort KG: Eichgraben                    | Das Aquädukt der II. Wiener Hochquellenwasserleitung über den Nagelbach und die Schattaustraße hat eine Länge von 156 Metern und wurde 1906/1910 erbaut. | BDA-Hist.: Q37825962 Status: Bescheid Stand der BDA-Liste: 2025-06-30 Name: Eichgrabenaquädukt GstNr.: 978, 104/3, 376, 373/1, 373/2, 82 Eichgrabenaquädukt                                                     |
| ja   | Datei hochladen | Viadukt, Eichgraben Talübergang HERIS-ID: 58690 Objekt-ID: 69464                                 | Eichgraben Standort KG: Eichgraben         | Das 26,4 m hohe und 81 m lange Viadukt der Westbahn über den Nagelbach und die Hauptstraße in Eichgraben wurde 1858 erbaut. | BDA-Hist.: Q38084465 Status: Bescheid Stand der BDA-Liste: 2025-06-30 Name: Viadukt, Eichgraben Talübergang GstNr.: 1974/1, 1975/1, 1974/3 Eisenbahnviadukt Eichgraben                                          |
| ja   | Datei hochladen | Wienerwald- und Heimatmuseum HERIS-ID: 60420 Objekt-ID: 72724                                    | Hauptstraße 17 Standort KG: Eichgraben     | Das ehemalige bäuerliche Wohnhaus wurde 1999 nach Plänen von Georg Thurn-Valsassina zum Wienerwald- und Heimatmuseum umgebaut. Der eingeschoßige, traufständige Bau hat ein Türblatt von 1725, Bruchsteinmauerwerk mit vorgezogenen Greden und innen eine Holzbalkendecke. Scheune, Stadel und Stall sind zu Ausstellungsräumen adaptiert. | BDA-Hist.: Q38091849 Status: § 2a Stand der BDA-Liste: 2025-06-30 Name: Wienerwald- und Heimatmuseum GstNr.: 1433/4 Wienerwaldmuseum                                                                            |
| ja   | Datei hochladen | Kath. Pfarrkirche Herz Jesu, Friedenskirche, sog. Wienerwalddom HERIS-ID: 32656 Objekt-ID: 29779 | Kirchenstraße 1 Standort KG: Eichgraben    | Die weithin sichtbare Herz-Jesu-Friedenskirche, im Volksmund auch Wienerwalddom genannt, wurde in den Jahren 1948 bis 1951 errichtet. Sie bietet Platz für 1000 Personen (davon 600 Sitzplätze) und ist damit eine der größten Kirchen der Diözese St. Pölten. Das Langhaus misst ohne Apsis 33,5 Meter und das Querschiff, ohne die abgerundeten Seitenapsiden, 21 Meter. Im Inneren wurde – mit Ausnahme der vier tragenden Stützpfeiler, die die Vierung begrenzen – auf Säulen weitgehend verzichtet, so dass sich von fast jeder Position eine freie Sicht zum Hochaltar bietet. | BDA-Hist.: Q30739160 Status: § 2a Stand der BDA-Liste: 2025-06-30 Name: Kath. Pfarrkirche Herz Jesu, Friedenskirche, sog. Wienerwalddom GstNr.: 1264/5 Pfarrkirche Eichgraben                                   |
| ja   | Datei hochladen | Kath. Filialkirche Herz Jesu HERIS-ID: 32660 Objekt-ID: 29784                                    | Kirchenstraße 2 Standort KG: Eichgraben    | Die in den Jahren 1892 bis 1896 geschaffene neugotische Kirche, geweiht auf das Herz Jesu, wurde von Architekt Franz Halmschläger geplant und von Baumeister Franz Ginner ausgeführt. Der Baugrund wurde von der evangelischen Christin Antonia Wyszecki gestiftet. Vor der Errichtung der Kirche mussten sich die ortsansässigen Katholiken nach Maria Anzbach oder Pressbaum begeben, um einer Messe beizuwohnen. | BDA-Hist.: Q37949012 Status: § 2a Stand der BDA-Liste: 2025-06-30 Name: Kath. Filialkirche Herz Jesu GstNr.: 2321 Kath. Filialkirche Herz Jesu                                                                  |
| ja   | Datei hochladen | Pfarrhof HERIS-ID: 60412 Objekt-ID: 72716                                                        | Kirchenstraße 4 Standort KG: Eichgraben    | | BDA-Hist.: Q38091835 Status: § 2a Stand der BDA-Liste: 2025-06-30 Name: Pfarrhof GstNr.: 1268/2 Pfarrhof Eichgraben                                                                                             |
| ja   | Datei hochladen | 2 Einsteigtürme (102, 103), Kanalbrücke Nagelberg HERIS-ID: 111672 Objekt-ID: 129661             | Standort siehe Beschreibung KG: Eichgraben | Neben den Aquädukten befinden sich auf dem Gemeindegebiet von Eichgraben noch die folgenden Bauwerke der II. Wiener Hochquellenwasserleitung: der Einsteigturm 102 (Lage), die Kanalbrücke Nagelberg (Lage) und der Einsteigturm 103 (Lage). | BDA-Hist.: Q37825953 Status: Bescheid Stand der BDA-Liste: 2025-06-30 Name: 2 Einsteigtürme (102, 103), Kanalbrücke Nagelberg GstNr.: 62/58, 62/97, 62/84, 1937, 61, 420 Hochquellenwasserleitung in Eichgraben |